# اولیاپ
اولیاپ (به لاتین: Ulyap) یک منطقهٔ مسکونی در روسیه است که در شهرستان کراسنوگواردیسکی، آدیغیه واقع شده‌است.